# Église Saint-Éloi-et-Saint-Martin de La Buissière
L'église Saint-Éloi-et-Saint-Martin (anciennement Saint-Martin) est l'église de l'ancienne commune de La Buissière (Pas-de-Calais), appartenant à Bruay-la-Buissière depuis 1987. Elle dépend de la paroisse Saints-Pierre-et-Paul en Bruaysis du diocèse d'Arras. Elle est inscrite à l'inventaire supplémentaire des monuments historiques le 20 juillet 2000. En dehors des cérémonies religieuses, l'église se visite sur rendez-vous.

## Historique
L'église de style gothique commence à être construite en 1523 sur les fondations de l'ancienne église vouée aussi à saint Martin. Le clocher remonte au XIIIe siècle, sauf les assises supérieures, le parapet quant à lui remonte à la fin du XVIIe siècle, tandis que la flèche élevée à la fin du XVIIe ou au début du XVIIIe siècle a été reconstruite à l'identique en 1991. La cloche de 1726 a été classée au titre d'objet des monuments historiques en 1943. La nef et ses bas-côtés datent de la fin du XVIe siècle. L'église est saccagée à la Révolution et ses vitraux du XVIe siècle détruits. Ils sont refaits à l'identique dans la deuxième moitié du XIXe siècle. L'église est fermée de 2000 à 2009 car jugée trop dangereuse par la municipalité. Elle parvient à être restaurée ensuite et reçoit en 2009 sa dédicace à saint Éloi, patron des charitables, dont une statue se trouve à l'intérieur. Avec ce nouveau vocable, l'église n'est plus confondue avec l'église Saint-Martin de Bruay qui se trouve aussi dans la commune.

## Description
L'église mesure 42 mètres de long pour 14 mètres de large. Contrairement à la tradition, elle est orientée Nord/Nord-Est comme nombre d'églises de l'Ouest du Pas-de-Calais. Elle est de plan en croix latine. C'est une église-halle, le vaisseau central est accosté de collatéraux, disposition que l'on retrouve fréquemment dans l'Artois et moins dans le Boulonnais. Son chœur (79 m2) au Nord-Est est légèrement surélevé, ses voûtes sont de style gothique flamboyant.
À l'intérieur, on remarque sur une colonne de gauche les armes de Philippe de Courteville qui fit bâtir l'église au début du XVIe siècle. L'église renferme des fonts baptismaux de grès portant les armes de la famille de Maulde datant de 1627 et classés objets historiques depuis 1907. La cuve de 2,80 mètres de circonférence est richement décorée de figurines et de reliefs. Elle est soutenue par trois personnages figurant les vertus théologales : la foi (portant une croix), l’espérance (portant une ancre) et la charité (portant un enfant),.